# Estación de Hontoria del Pinar
Hontoria del Pinar fue una estación de ferrocarril situada en el municipio español de Hontoria del Pinar, en la provincia de Burgos, que formaba parte del histórico ferrocarril Santander-Mediterráneo. En la actualidad el antiguo recinto ferroviario ha sido rehabilitado como albergue.

## Situación ferroviaria
Las instalaciones se encontraban situadas en el punto kilométrico 162,403 de la línea férrea de ancho ibérico Santander-Mediterráneo, a 1044 metros de altitud sobre el nivel del mar.

## Historia
Construida por la Compañía del Ferrocarril Santander-Mediterráneo a finales de la década de 1920, las instalaciones ferroviarias de Hontoria del Pinar entraron en servicio en enero de 1929 con la inauguración del tramo Cabezón de la Sierra-Soria. En 1941, con la nacionalización de los ferrocarriles de ancho ibérico, pasó a manos de RENFE. Tras caer paulatinamente en declive, en 1975 la estación fue rebajada de categoría y reclasificada como apeadero. El recinto dejó de prestar servicio con la clausura de la línea en enero de 1985. En la actualidad el edificio de viajeros ha sido rehabilitado albergue rural.